# Hippokorystes (Sohn des Aigyptos)
Hippokorystes (altgriechisch Ἱπποκορυστής Hippokorystḗs) ist eine Person der griechischen Mythologie.
Er ist einer der Söhne des Aigyptos und der Hephaistine. Er ist der Bräutigam der Danaide Hyperippe, die ihn auf Befehl ihres Vaters Danaos in der Hochzeitsnacht erdolcht, wie dies auch alle ihre Schwestern außer Hypermnestra mit ihren Gatten tun.